# Amphientomidae
Amphientomidae es una familia de insectos de Psocodea que pertenecen al suborden Troctomorpha. La presencia de escamas en las alas les da un cierto parecido con la familia  Lepidopsocidae (Psocoptera, Trogiomorpha) si bien no están relacionadas; ambas familias a un ojo poco entrenado pueden parecer microlepidoptera. La familia comprende unas 100 especies ordenadas en veinte géneros.